# 永安戰鬥
永安戰鬥發生於1934年5月5日－10日，地點則是在中國福建永安（今永安市）。是第一次国共内战主要戰鬥之一。該戰鬥交戰一方為中華民國國民革命軍，另一方則為中國共產黨所領導之中國工農紅軍。